# Retrat d'una dama
Retrat d'una dama (títol original en anglès, The Portrait of a Lady) és una pel·lícula del 1996 dirigida per Jane Campion. És una adaptació de la novel·la de Henry James. S'ha doblat i subtitulat al català.

## Argument
La pel·lícula narra la història d'Isabel Archer (Nicole Kidman), una dona jove i innocent de mitjans independents que és manipulada per la seva amiga Madame Merle (Barbara Hershey) i per en Gilbert Osmon (John Malkovich).

## Repartiment
- Nicole Kidman
- John Malkovich
- Barbara Hershey
- Mary-Louise Parker
- Martin Donovan
- Shelley Winters
- John Gielgud
- Shelley Duvall
- Richard E. Grant
- Viggo Mortensen
- Christian Bale
- Valentina Cervi
- Roger Ashton-Griffiths

## Premis i nominacions

### Nominacions
- 1997: Oscar a la millor actriu secundària per Barbara Hershey
- 1997: Oscar al millor vestuari per Janet Patterson
- 1997: Globus d'Or a la millor actriu secundària per Barbara Hershey